# گندمک شمالی
گندمک شمالی (نام علمی: Stellaria borealis) نام گونه‌ای از سرده گندمک است.